# Jairo Arrieta
Jairo Arrieta Obando (Nicoya, 25 de agosto de 1983) é um futebolista profissional costarriquenho que atua como atacante. Atualmente defende o Asociación Deportiva y Recreativa Jicaral.

## Carreira
Jairo Arrieta representou a Seleção Costarriquenha de Futebol nas Olimpíadas de 2004.

## Títulos
Seleção Costarriquenha
- Copa Centroamericana: 2013

New York Cosmos
- North American Soccer League: 2016

Herediano
- Campeonato Costarriquenho: Verano 2016–17